# Pompeii
Pompeii là một thành phố La Mã cổ đại bị chôn vùi bởi tro bụi núi lửa, hiện tàn tích nằm ở vùng Campania, Ý, thuộc địa giới công xã Pompei, gần thành phố Napoli. Pompeii cùng với thành phố chị em là Herculaneum cùng bị hủy diệt và chôn vùi hoàn toàn bởi một vụ phun trào kéo dài hai ngày của núi lửa Vesuvius năm 79. Pompeii bị vùi dưới 18 mét tro và đá bọt. Tàn tích này bị lãng quên trong 1.700 năm kế tiếp cho đến khi được bất ngờ phát hiện vào năm 1748. Từ đó đến nay, việc khai quật Pompeii đã cung cấp một cái nhìn sâu rộng về cuộc sống của một thành thị thời cực thịnh của Đế quốc La Mã. Ngày nay Địa điểm Di sản Thế giới UNESCO này là một trong những điểm thu hút đông khách du lịch nhất tại Ý, với 2.571.725 lượt du khách vào năm 2007.

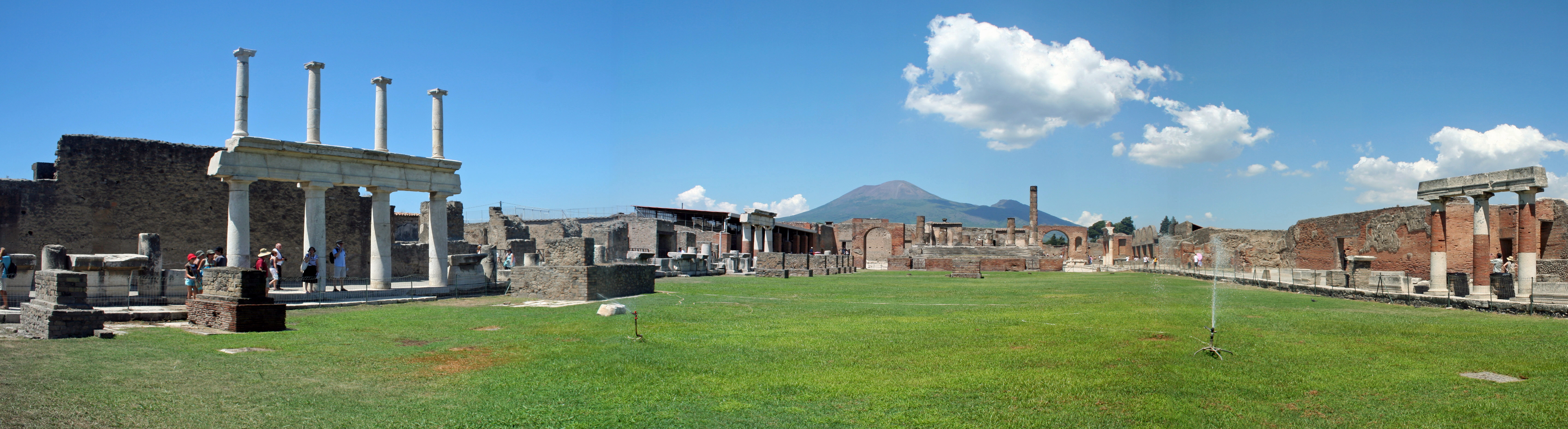
Tàn tích tại trung tâm khu phố cổ (Foro di Pompei)

## Lịch sử

### Buổi đầu lịch sử
Những cuộc khai quật khảo cổ xuống cấp đường phố thời điểm diễn ra sự kiện phun trào năm 79 sau công nguyên; những cuộc khai quật sâu hơn vào các phần cổ hơn của Pompeii và các mẫu lõi của những mũi khoan gần đó đã phát lộ những lớn trầm tích lẫn lộn cho thấy thành phố này đã từng trải qua các sự kiện núi lửa và địa chất trước đó. Ba lớp trầm tích đã được phát hiện trên đỉnh lớp đá nham thạch nằm bên dưới thành phố, và trộn lẫn với trầm tích, các nhà khảo cổ học đã tìm thấy các mảnh xương động vật, các mảnh gốm và cây cối. Sử dụng phương pháp xác định niên đại bằng carbon, lớp cổ nhất có niên đại từ thế kỷ thứ 8 tới thứ 6 trước Công nguyên, khoảng thời gian thành phố được thành lập. Hai lớp kia tách biệt với các lớp khác bởi các lớp đất hay lớp trải đường thời La Mã từng được thi công từ thế kỷ thứ 4 và thế kỷ thứ 2 trước Công nguyên. Có giả thuyết rằng các lớp trầm tích pha trộn đã được các trận lở đất lớn tạo ra, có lẽ do mưa lớn gây nên.
Thị trấn được thành lập khoảng thế kỷ thứ 7-6 trước Công nguyên bởi người Osci hay Oscan, một sắc tộc trung tâm Italia, trên cái là một ngã tư đường quan trọng giữa Cumae, Nola và Stabiae. Nó đã được các thủy thủ Hy Lạp và Phoenicia sử dụng như một cảng biển an toàn. Theo Strabo, Pompeii cũng bị người Etruscan chiếm đóng, và trên thực tế những cuộc khai quật gần đây đã cho thấy sự hiện diện của các ký tự Etruscan và một nghĩa địa từ thế kỷ thứ 6 trước Công nguyên. Pompeii lần đầu tiên bị thuộc địa Cumae của Hy Lạp chiếm đóng, liên kết với Syracuse, trong khoảng năm 525 và 474 trước Công nguyên.
Ở thế kỷ thứ 5 trước Công nguyên, người Samnites đã chinh phục nó (và toàn bộ các thị trấn khác của Campania); những người cai trị mới áp đặt phong cách kiến trúc của mình và mở rộng thị trấn. Sau các cuộc chiến tranh Samnite (thế kỷ thứ 4 trước Công nguyên), Pompeii bị buộc phải chấp nhận vị thế socium của La Mã, tuy nhiên vẫn giữ được chủ quyền về ngôn ngữ và hành chính. Ở thế kỷ thứ 4 trước Công nguyên, nó được pháo đài hoá. Pompeii vẫn trung thành với La Mã trong cuộc Chiến tranh Punic lần thứ hai.
Pompeii tham gia vào cuộc chiến mà các thị trấn của Campania gây ra chống lại La Mã, nhưng vào năm 89 trước Công nguyên nó bị Sulla phong toả. Dù quân đội của Liên minh Xã hội, đứng đầu là Lucius Cluentius, đã giúp đỡ chống lại người La Mã, năm 80 trước Công nguyên Pompeii buộc phải đầu hàng sau cuộc chinh phục của Nola, lên tới đỉnh điểm là việc nhiều cựu chiến binh của Sulla được trao đất đai và tài sản, trong khi nhiều người trong số đó quay sang chống lại La Mã bị đuổi khỏi nhà cửa. Nó trở thành một thuộc địa của La Mã với cái tên Colonia Cornelia Veneria Pompeianorum. Thị trấn trở thành con đường quá cảnh quan trọng cho hàng hoá tới bằng đường biển và phải được gửi về Rome hay miền nam Italia dọc theo Con đường Appian gần đó. Nông nghiệp, dầu và sản phẩm rượu cũng có vai trò quan trọng.
Pompeii được cung cấp nước bởi một đường dẫn nước từ Aqua Augusta (Naples) được Agrippa xây dựng khoảng năm 20 trước Công nguyên, đường cấp nước tới nhiều thị trấn lớn khác, và cuối cùng là căn cứ hải quân tại Misenum. Castellum tại Pompeii cũng được bảo tồn tốt, và gồm nhiều chi tiết thú vị về mạng lưới phân phối và các điểm kiểm soát của nó.

### Thế kỷ thứ nhất

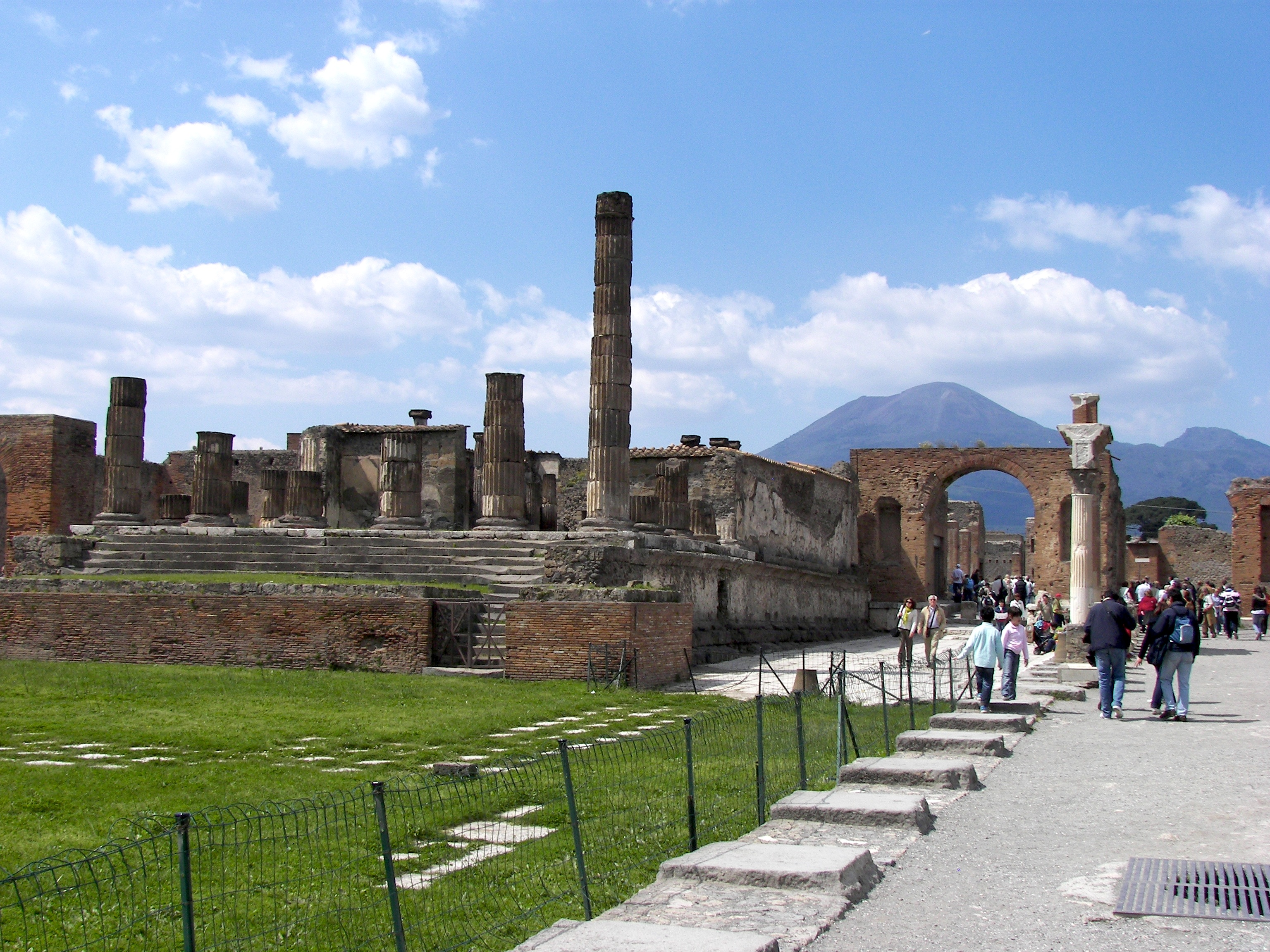
Chợ với núi Vesuvius ở phía sau

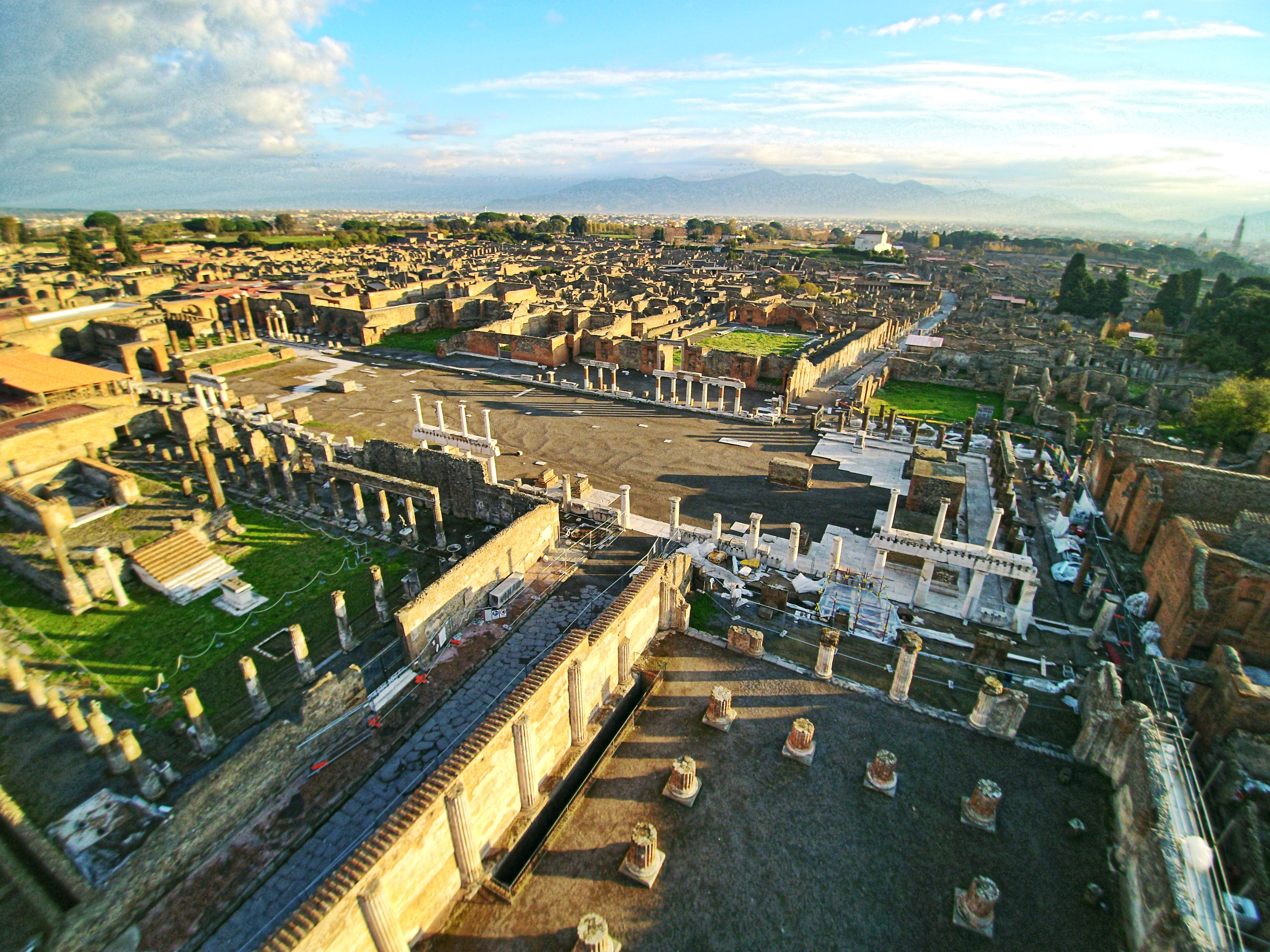
Tàn tích tại trung tâm giữa khu phố cổ (Foro di Pompei)

Thị trấn được khai quật đã cung cấp một cái nhìn về đời sống La Mã ở thế kỷ thứ nhất, bị đóng băng lại ở thời điểm nó bị chôn vùi ngày 24 tháng 8 năm 79. Chợ, nhà tắm, nhiều ngôi nhà, và một số biệt thự bên ngoài thị trấn như Biệt thự của các bí ẩn vẫn còn được bảo tồn tốt một cách đáng ngạc nhiên.
Pompeii là một nơi sống động, và có nhiều bằng chứng về văn học và các chi tiết nhỏ nhất của cuộc sống hàng ngày. Ví dụ, trên sàn một trong những ngôi nhà (Sirico's), một câu văn nổi tiếng Salve, lucru (Xin chào, tiền bạc), có lẽ được viết ra với mục đích vui đùa, cho chúng ta thấy một công ty thương mại do hai đối tác sở hữu, Sirico và Nummianus (nhưng đây có thể là một tên hiệu, bởi nummus có nghĩa đồng xu, tiền bạc). Trong những ngôi nhà khác, có nhiều chi tiết liên quan tới nghề nghiệp và tính chất, như thợ "giặt" (Fullones). Các bình rượu được tìm thấy chứa thứ rõ ràng là kiểu chơi chữ quảng cáo được biết tới đầu tiên của thế giới, Vesuvinum (phối hợp Vesuvius và từ tiếng Latinh cho rượu, vinum). Các tranh tường khắc trên các bức tường cho chúng ta thấy tiếng Latinh đường phố thực (Latin thông tục, một phương ngữ khác biệt so với tiếng Latinh văn học và cổ điển). Năm 89, sau sự chiếm đóng cuối cùng với thành phố của vị tướng La Mã Lucius Cornelius Sulla, Pompeii cuối cùng bị sáp nhập vào Cộng hoà La Mã. Trong giai đoạn này, Pompeii trải qua một quá trình phát triển hạ tầng lớn, đa phần chúng được thực hiện trong thời Augustan. Một thứ đáng chú ý khác là sân khấu bậc, một sân tập với một natatorium hay bể bơi ở giữa, và một cống dẫn nước cung cấp nước cho hơn 25 đài phun nước, ít nhất bốn bể bơi công cộng, và một số lượng lớn các ngôi nhà tư (domus) và doanh nghiệp. Sân khấu bậc từng được các học giả hiện đại nêu ra như một mô hình thiết kế phức tạp đặc biệt trong lĩnh vực kiểm soát đám đông. Cống dẫn nước nối ra ngoài thông qua ba ống chính từ Castellum Aquae, nơi nước được gom lại trước khi được phân phối vào thành phố; dù nó hoạt động phức tạp hơn một hệ thống phân phối nước, nó thực hiện nhiệm vụ đó với điều kiện tiên quyết rằng trong trường hợp hạn hán nặng, nước cung cấp sẽ đầu tiên ngừng chảy vào các nhà tắm công cộng (dịch vụ ít cần thiết nhất), sau đó các nhà tư và doanh nghiệp, và khi hoàn toàn không còn nước chảy nữa, hệ thống cuối cùng mới không cấp nước cho các vòi nước công cộng (dịch vụ thiết yếu nhất) trên các con phố của Pompeii. Các bể nước ở Pompeii chủ yếu được dùng để trang trí.

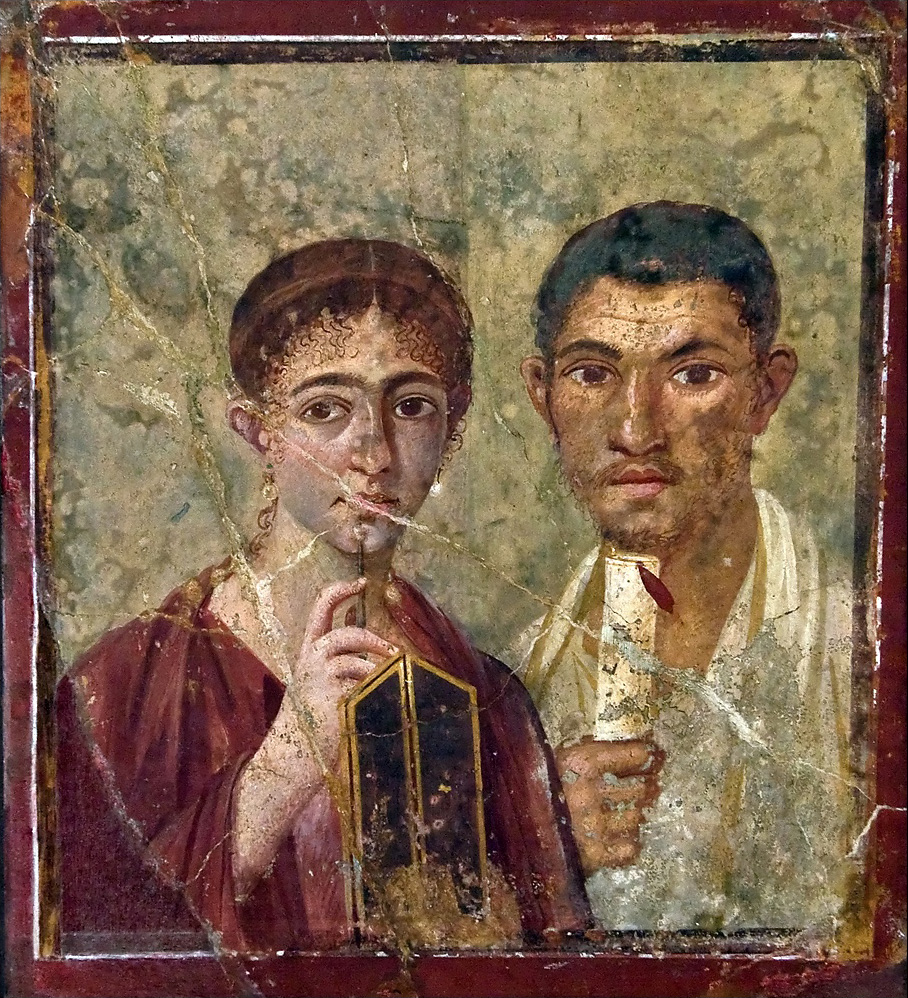
Một cặp vợ chồng, có lẽ là luật sư Terentius Neo và vợ. Chân dung trên tường một căn nhà tại Pompeii.

Một số lượng lớn tranh tường được bảo tồn tốt cung cấp chi tiết về cuộc sống hàng ngày và đã là một tiến bộ lớn trong lịch sử nghệ thuật của thế giới cổ đại, với sự sáng tạo các phong cách Pompeii (Phong cách Thứ nhất/Thứ hai/Thứ ba). Một số mặt của văn hoá rõ ràng là phồn thực, gồm cả việc thờ cúng dương vật. Một bộ sưu tập lớn các đồ vật thờ cúng phồn thực và tranh tường đã được tìm thấy tại Pompeii. Nhiều tác phẩm trong số đó đã bị dời đi và giữ cho tới gần đây trong một bộ sưu tập bí mật tại Đại học Naples.
Ở thời điểm vụ phun trào diễn ra, thị trấn có thể có khoảng 20,000 dân, và nằm trong một khu vực tại đó người La Mã có nhiều biệt thự nghỉ mát. Giáo sư William Abbott giải thích, "Ở thời điểm xảy ra vụ phun trào, Pompeii đã đạt tới đỉnh cao trong xã hội bởi nhiều người La Mã thường tới Pompeii vào các ngày nghỉ." Đây là thị trấn cổ duy nhất nơi toàn bộ cấu trúc địa hình được bảo tồn đúng như nó từng có, mà không có sự thay đổi hay thêm thắt. Nó không được phân bố trên một mô hình thông thường như chúng ta thường thấy tại các thị trấn La Mã, vì những khó khăn địa hình. Nhưng những con phố của nó thẳng và được thiết kế theo hình bàn cờ đúng như truyền thống La Mã; chúng được lát các phiến đá đa giác, và có các ngôi nhà và cửa hàng ở cả hai bên. Nó tuân theo decumanus và cardo của nó, bao quanh chợ ở trung tâm.
Bên cạnh chợ, có nhiều dịch vụ khác: Macellum (chợ giày dép), Pistrinum (cối xay), Thermopolium (kiểu quán bar phục vụ đồ uống nóng và lạnh), và caupona (các nhà hàng nhỏ). Một nhà hát bậc và hai nhà hát đã được phát hiện, cùng với một nơi tập luyện hay gymnasium. Một khách sạn (1,000 mét vuông) được tìm thấy ngay gần thị trấn; nó hiện được đặt tên hiệu "Grand Hotel Murecine".
Năm 2002 một khám phá quan trọng khác ở cửa sông Sarno cho thấy cảng cũng có người ở và rằng người sống tại các palafitte, bên trong một hệ thống đường hầm mà một số nhà khoa học cho rằng thể hiện sự tương đồng với Venice. Những nghiên cứu này chỉ mới bắt đầu chưa thể mang lại kết quả.

### Năm 62-79
Những người dân sống tại Pompeii, cũng như những người sống tại vùng này ngày nay, từ lâu đã quen với những chấn động nhỏ (quả thực, tác gia Pliny Trẻ đã viết rằng những chấn động "không quá gây lo lắng bởi chúng thường xảy ra tại Campania"), nhưng vào ngày 5 tháng 2 năm 62, đã có một trận động đất nghiêm trọng gây thiệt hại đáng kể xung quanh vịnh và đặc biệt với Pompeii. Trận động đất, diễn ra vào buổi chiều ngày 5 tháng 2, được cho là có cường độ hơn 7.5 độ Richter. Vào ngày hôm đó tại Pompeii có hai lễ hiến tế, bởi đó là ngày sinh nhật của Augustus đang được gọi là "Người Cha của Quốc gia" và cũng là ngày lễ tưởng niệm các thần linh bảo vệ thành phố. Tình trạng hỗn loạn diễn ra sau vụ động đất. Lửa, do những cây đèn dầu rơi xuống trong vụ động đất, càng gây thêm sự sợ hãi. Các thành phố lân cận như Herculaneum và Nuceria cũng bị ảnh hưởng. Các ngôi đền, nhà cửa, cầu cống, đường sá bị phá huỷ. Mọi người tin rằng hầu hết các toà nhà trong thành phố Pompeii đều bị ảnh hưởng. Những ngày sau trận động đất, tình trạng vô chính phủ diễn ra tại thành phố, nơi những tên cướp cùng những người đói khát cướp bóc những người sống sót. Trong khoảng thời gian từ năm 62 đến vụ phun trào năm 79, một số công việc tái xây dựng đã được tiến hành, nhưng một số hư hại vẫn không được sửa chữa ở thời điểm diễn ra vụ phun trào. Ta không biết có bao nhiêu người đã rời bỏ thành phố sau trận động đất, nhưng một số lượng đáng kể quả thực đã ra đi để lại cảnh hoang tàn phía sau và tới các thành phố bên trong Đế chế La Mã. Những người muốn xây dựng lại và tìm kiếm cơ hội ở thành phố thân quen của mình đã trở lại và bắt đầu quá trình lâu dài hồi sinh lại thành phố.
Một lĩnh vực quan trọng của những cuộc nghiên cứu hiện này là các cấu trúc đã được xây dựng lại ở thời điểm vụ phun trào (được cho là đã bị hư hại trong trận động đất năm 62). Một số bức tranh cổ, đã bị hư hại có thể đã được phủ lên bởi những bức tranh mới, và những công cụ hiện đại đang được sử dụng để khám phá những bức tranh tường từ lâu đã bị ẩn giấu. Có lẽ lý do tại sao những cấu trúc đó vẫn được sửa chữa lại sau khoảng 17 năm từ khi diễn ra trận động đất là bởi tần số ngày càng tăng của những trận động đất nhỏ hơn dẫn tới vụ phun trào.

### Vesuvius phun trào
Tới thế kỷ thứ nhất, Pompeii là một trong số các thị trấn nằm xung quanh chân núi Vesuvius. Vùng có một dân số ổn định và đã trở nên thịnh vượng nhờ nông nghiệp ở nơi đất đai phì nhiêu nổi tiếng. Nhiều cộng đồng láng giềng của Pompeii, đáng chú ý nhất là Herculaneum, cũng bị thiệt hại hay phá huỷ trong vụ phun trào năm 79. Một sự trùng hợp nó chính là ngày sau Vulcanalia, lễ hội vị thần lửa của La Mã.

Pompeii và các thành phố khác bị ảnh hưởng bởi vụ phun trào Núi Vesuvius. Đám mây đen thể hiện sự phân bố chung của tro và xỉ. Các đường bờ biển hiện đại được thể hiện.

Người dân và các ngôi nhà ở Pompeii được phủ bởi tới mười hai lớp đất khác nhau. Pliny Trẻ đã cung cấp miêu tả đầu tiên về vụ phun trào của Núi Vesuvius từ vị trí của ông phía bên kia Vịnh Naples tại Misenum, trong một bài tường thuật được viết 25 năm sau sự kiện. Trải nghiệm này phải khắc sâu trong tâm trí ông vì ảnh hưởng của nó, và ông đã mất đi người chú, Pliny Già, người ông có quan hệ rất thân mật. Chú ông đã mất mạng khi tìm cách cứu những nạn nhân đang bị kẹt lại. Với tư cách Đô đốc của hạm đội, ông đã ra lệnh cho những con tàu của Hải quân Đế quốc neo đậu tại Misenum vượt qua vịnh thực hiện những nỗ lực giải cứu. Những nhà núi lửa học đã công nhận tầm quan trọng của lời tường thuật của Pliny Trẻ về vụ phun trào và gọi những sự kiện tương tự là "Plinian".
Vụ phun trào đã được các nhà sử học đương thời ghi lại và nói chung được công nhận là đã bắt đầu ngày 24 tháng 8 năm 79, dựa trên một phiên bản bức thư của Pliny. Tuy nhiên, những khai quật khảo cổ tại Pompeii cho thấy nó đã bị chôn vùi 2 tháng sau đó; điều này được cung cấp từ một phiên bản khác của bức thư. Xác người bị chôn trong tro dường như mặc quần áo ấm chứ không phải đồ nhẹ mùa hè là thứ họ được cho là sẽ mặc vào tháng 8. Hoa quả và rau tươi trong những cửa hàng đều thuộc tháng 10, và ngược lại hoa quả mùa hè thường xuất hiện vào tháng 8 đã được bán ở dạng đồ khô, hay ở dạng được bảo quản. Các bình lên men rượu đã được đóng kín, và điều này có lẽ phải xảy ra khoảng cuối tháng 10. Các đồng xu tìm được trong ví của một phụ nữ bị chôn trong tro có cả một đồng xu kỷ niệm phải được đúc vào cuối tháng 9. Hơn nữa không có bằng chứng xác thực giải thích tại sao lại có một sự khác biệt rõ ràng như vậy.

### Tái khám phá

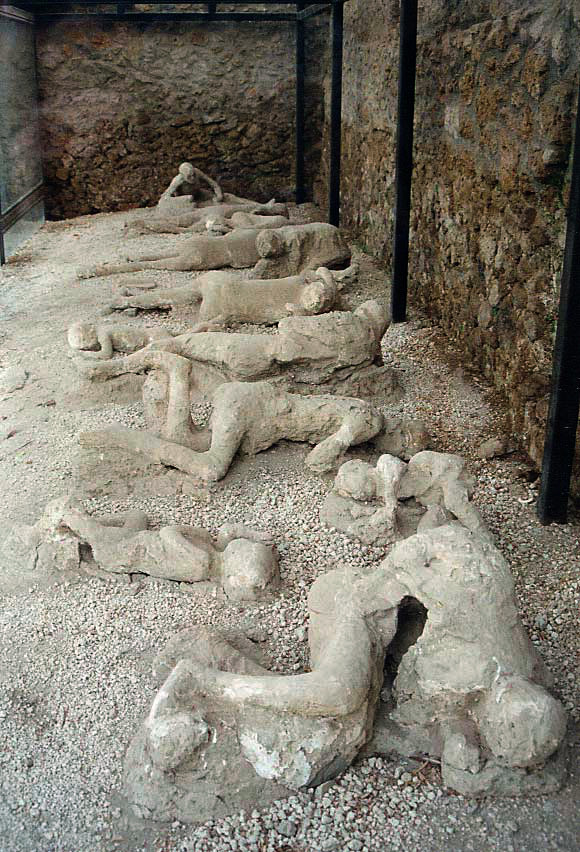
"Garden of the Fugitives" (Vườn những người trốn chạy). Hình đổ khuôn các nạn nhân vẫn ở tại chỗ; nhiều hình hiện ở tại Bảo tàng Khảo cổ Naples.

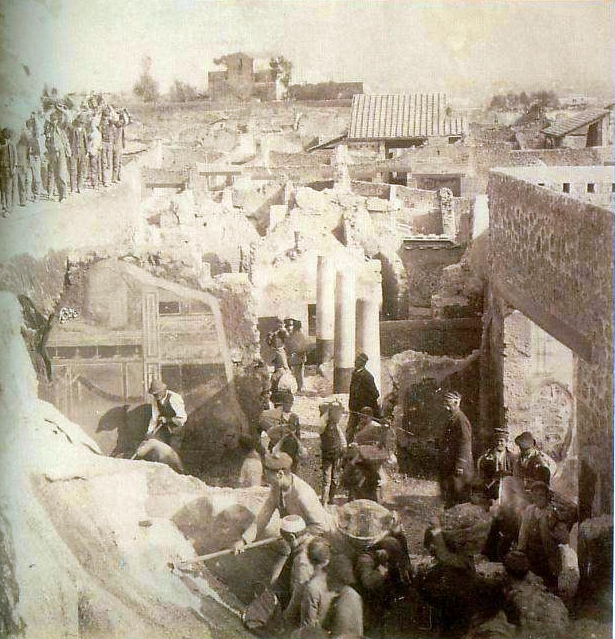
Khai quật một căn nhà vào cuối thế kỷ 19

Sau khi những lớp tro dày chôn vùi hai thị trấn, chúng đã bị bỏ hoang và cuối cùng tên và địa điểm của chúng cũng bị lãng quên. Sau này Herculaneum được phát hiện năm 1738 bởi các công nhân đang xây dựng móng một cung điện mùa hè cho Vua Naples, Charles Bourbon. Pompeii được phát hiện như kết quả của những cuộc khai quật ngẫu nhiên năm 1748 bởi kỹ sư quân đội người Tây Ban Nha Rocque Joaquin de Alcubierre. Hai thị trấn này từ đó đã được khai quật và phát lộ nhiều ngôi nhà và tranh tường vẫn còn nguyên vẹn. Hai thị trấn thực tế được kiến trúc sư Domenico Fontana phát hiện năm 1599, khi ấy ông đang đào một dòng chảy mới cho sông Sarno, nhưng phải mất hơn 150 năm trước khi một chiến dịch nghiêm túc được khởi động để khai quật chúng. Charles Bourbon rất quan tâm tới các sự kiện tìm kiếm sau khi trở thành nhà vua Tây Ban Nha bởi việc trưng bày những đồ cổ sẽ tăng cường sức mạnh chính trị và văn hoá của Naples.
Karl Weber lãnh đạo những cuộc khai quật thực sự đầu tiên; công việc của ông được kỹ sư quân đội Franscisco la Vega tiếp tục năm 1764. Franscisco la Vega được em trai ông, Pietro, tiếp tục năm 1804. Trong thời Pháp chiếm đóng Pietro đã làm việc cùng với Christophe Saliceti.

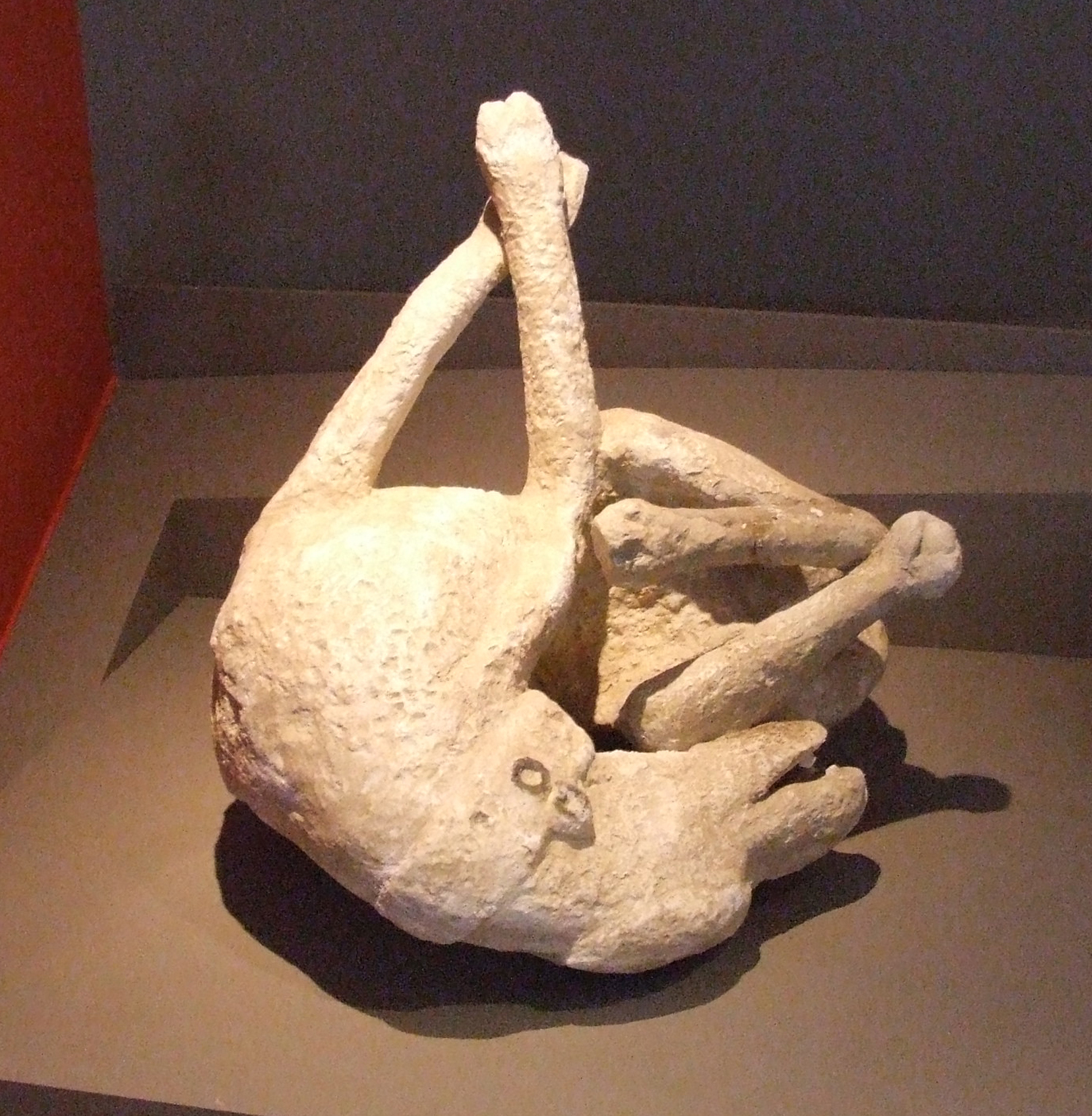
Bức tượng đổ khuôn một con chó mà các nhà khảo cổ cho là bị xích bên ngoài Nhà của Vesonius Primus, một thợ hồ vải Pompeii

Giuseppe Fiorelli chịu trách nhiệm về những cuộc khai quật năm 1860. Trong những cuộc khai quật đầu tiên tại chỗ, những khoảng trống thỉnh thoảng bắt gặp trong lớp tro đã được khám phá là có chứa di tích của con người. Chính Fiorelli nhận ra những khoảng trống đó là do các cơ thể đã phân huỷ để lại và nghĩ ra kỹ thuật bơm thạch cao vào đó để tái lập một cách hoàn hảo hình dạng của các nạn nhân của Núi Vesuvius. Kết quả thu được rất chính xác và những hình dạng kỳ lạ của những người dân Pompeii bất hạnh không thể trốn thoát, trong khoảnh khắc cuối cùng của cuộc đời, với hình dáng thể hiện sự kinh hoàng thường rất dễ nhận thấy ( Lưu trữ ngày 11 tháng 6 năm 2010 tại Wayback Machine,  Lưu trữ ngày 11 tháng 6 năm 2010 tại Wayback Machine,  Lưu trữ ngày 10 tháng 6 năm 2010 tại Wayback Machine). Kỹ thuật này ngày nay vẫn được sử dụng, với một loại nhựa thông trong được dùng thay cho thạch cao bởi nó có tuổi thọ dài hơn, và không phá huỷ xương, cho phép các phân tích tiếp theo.
Một số người đã đưa ra giả thuyết rằng Fontana đã tìm thấy một số bức tranh tường phồn thực nổi tiếng và, vì quy định đạo đức chặt chẽ thời ông, đã chôn chúng trong một nỗ lực kiểm duyệt khảo cổ. Quan điểm này được bênh vực bởi các báo cáo từ những cuộc khai quật về sau với cảm nhận rằng các địa điểm họ đang làm việc đã từng bị viếng thăm và chôn lấp lại. Thậm chí nhiều đồ vật gia đình được phát hiện có chủ đề tình dục. Sự phổ biến của những hình ảnh như vậy và những đồ vật cho thấy các tập tục tình dục của Văn hoá La Mã cổ đại thời ấy tự do hơn hầu hết các nền văn hoá hiện nay, dù đa số những điều có vẻ là hình ảnh phồn thực với chúng ta (ví dụ các dương vật quá cỡ) trên thực tế là hình ảnh khả năng sinh sản. Sự xung đột văn hoá này đã dẫn tới một số lượng chưa được biết các khám phá bị giấu đi một lần nữa. Một bức tường với các bức tranh thể hiện Priapus, vị thần tình dục và sinh sản cổ đại, với dương vật rất to của ông, đã bị dùng vữa trát lại, thậm chí mô phỏng cổ bên dưới đã bị khóa lại "giấu đi" và chỉ được mở ra theo yêu cầu và chỉ được tái phát hiện năm 1998 nhờ trời mưa .
Năm 1819, khi Vua Francis I của Naples tới thăm triển lãm Pompeii tại Bảo tàng Quốc gia với vợ và con gái, ông đã cảm thấy bối rối trước nghệ thuật phồn thực tới mức quyết định khoá nó lại trong một phòng kín, chỉ cho "người lớn tuổi và người có đạo đức được khâm phục" tới thăm. Tái mở cửa, đóng cửa, tái mở cửa và sau đó lại đóng cửa trong vòng gần 100 năm, cuối cùng nó lại được cho phép vào thăm trong một thời gian ngắn vào cuối thập niên 1960 (thời điểm cuộc cách mạng tình dục) và cuối cùng được mở cửa tham quan năm 2000. Trẻ em vẫn chỉ được phép vào phòng từng là bí mật với sự hiện diện của người giám hộ hay với giấy phép.
Rõ ràng vì sự trái luân lý của nó, trước hay ngay sau khi Pompeii bị phá huỷ, một nghệ sĩ vẽ tranh tường vội vàng vẽ "Sodom and Gomorrah" lên một bức tường gần các ngã tư trung tâm thành phố. Nhiều tín đồ Thiên chúa giáo từ đó đã viện tới sự phá huỷ Pompeii như một lời cảnh báo của thánh thần với sự trái đạo đức không được kiểm soát.
Một số lượng lớn đồ tạo tác từ Pompeii hiện được cất giữ tại Bảo tàng Khảo cổ Quốc gia Naples.

## Địa lý

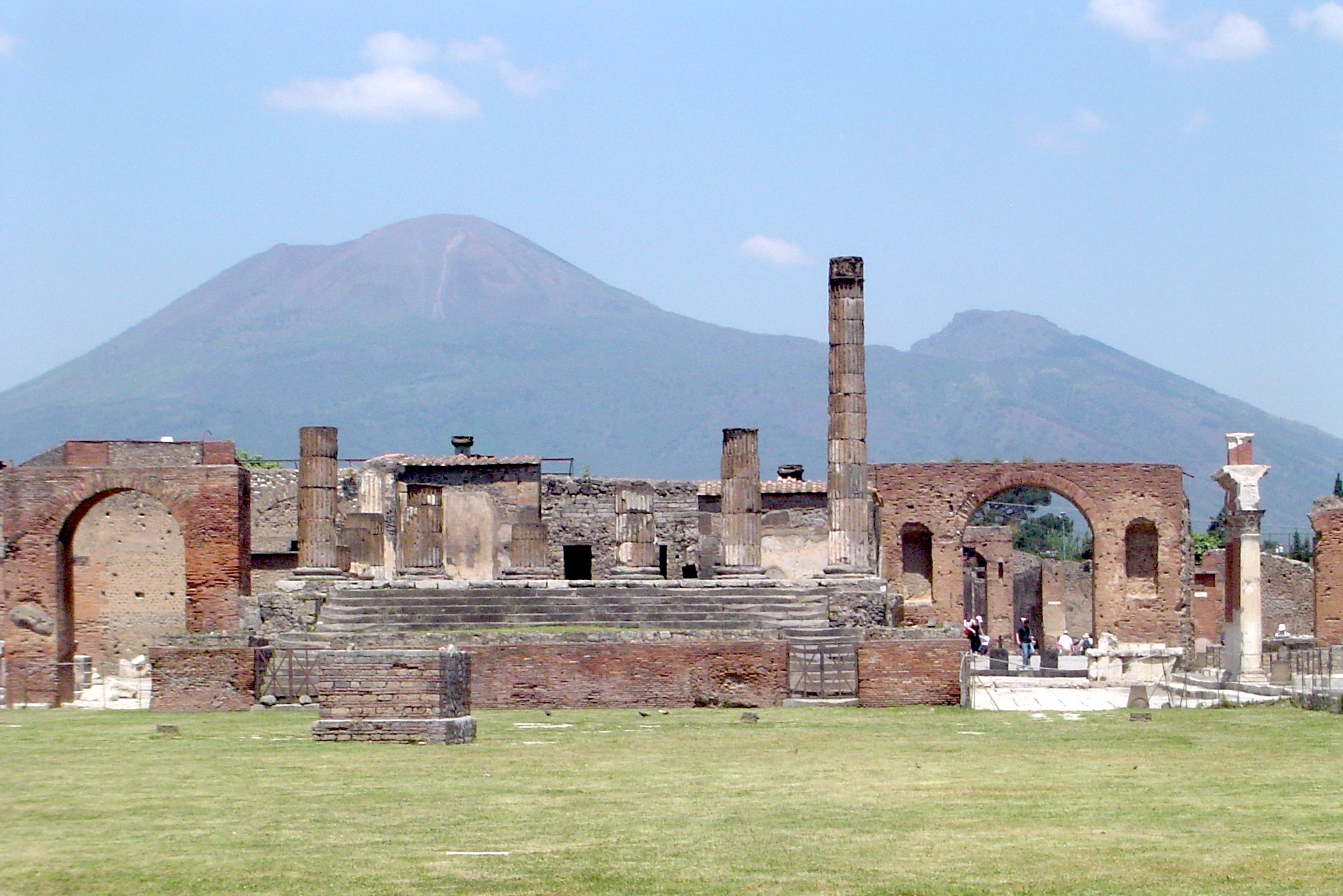
Pompeii, với Vesuvius phía trên

Các tàn tích của Pompeii nằm tại toạ độ 40°45′0″B 14°29′10″Đ / 40,75°B 14,48611°Đ, gần khu ngoại ô thị trấn Pompei ngày nay. Nó nằm trên một mũi núi được hình thành bởi dòng chảy dung nham ở phía bắc và cửa Sông Sarno (thời cổ đại được gọi là Sarnus). Ngày nay nó nằm sâu hơn ở phía trong đất liền, nhưng ở thời cổ nó ở gần bờ biển hơn. Pompeii cách Núi Vesuvius khoảng 5 dặm.

## Du lịch

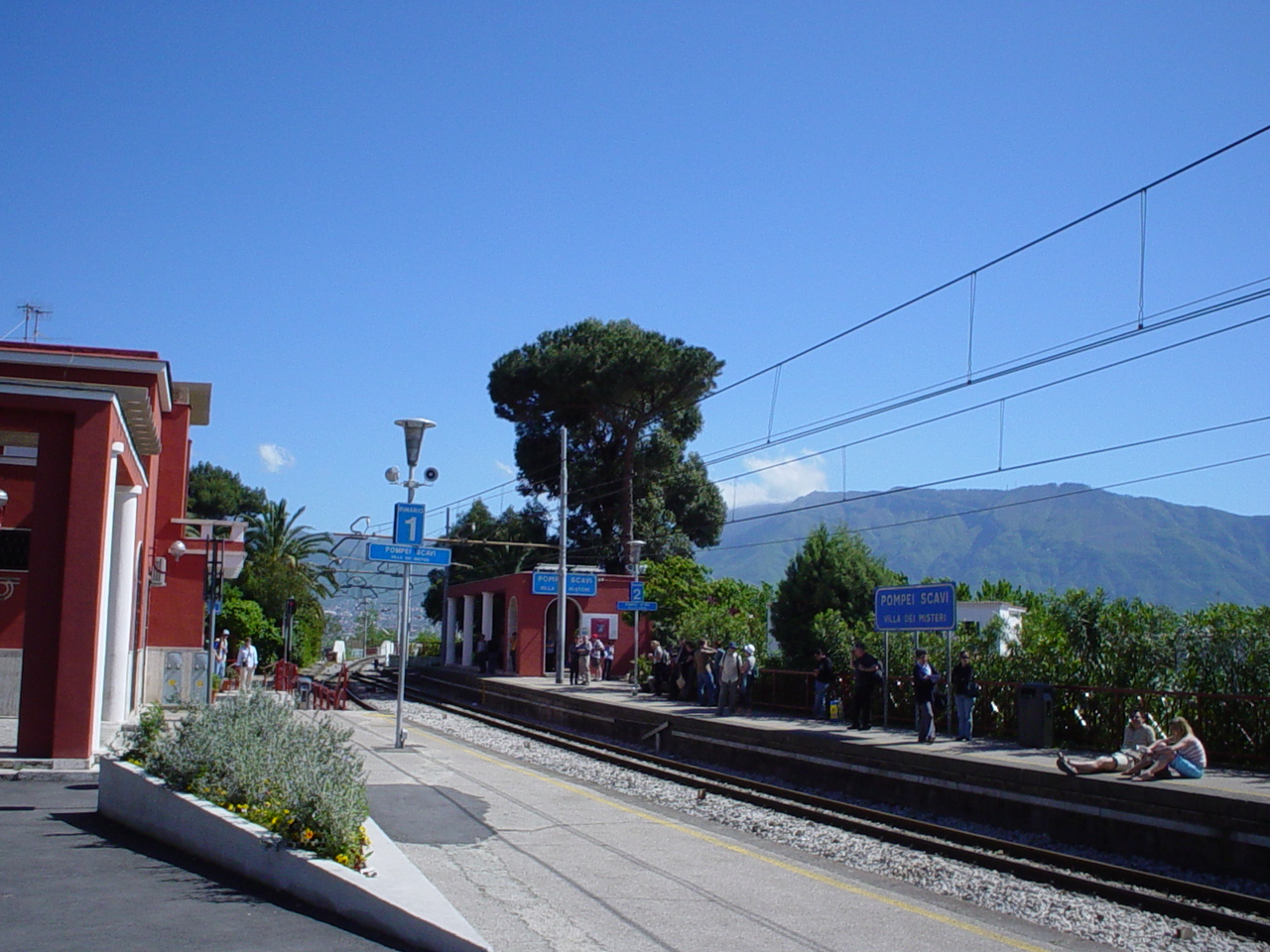
đường phố The Circumvesuviana dừng tại Pompeii.

Pompeii đã trở thành một địa điểm du lịch nổi tiếng trong 250 năm; nó nằm trong Grand Tour. Năm 2008, địa điểm này thu hút khoảng 2.6 triệu du khách mỗi năm, biến nó trở thành một trong những địa điểm thu hút đông đảo du khách nhất ở Italia. Nó là một phần của Vườn quốc gia Vesuvius lớn hơn và đã được UNESCO tuyên bố là một Địa điểm Di sản Thế giới năm 1997. Để đối phó với các vấn đề đi kèm với du lịch, cơ quan quản lý Pompeii, Soprintendenza Archaeological di Pompei đã bắt đầu phát hành các vé mới cho phép các du khách tới thăm cả các thành phố khác như Herculaneum và Stabiae cũng như là Villa Poppaea, để khuyến khích du khách tới tăm các địa điểm này và giảm bớt sức ép với Pompeii.

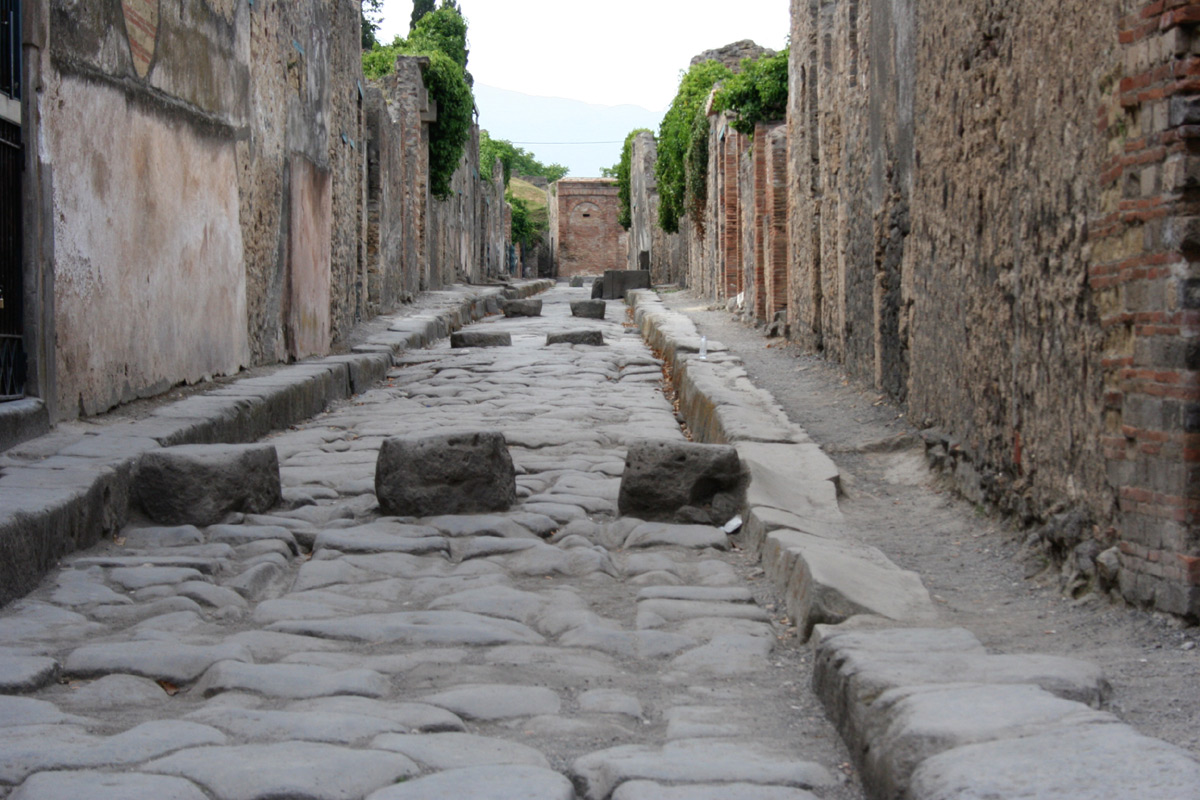
Một đường phố lát đá

Pompeii cũng là một động lực kinh tế của thị trấn Pompei gần đó. Nhiều người dân đang làm việc trong ngành du lịch, làm lái taxi hay xe bus, phục vụ bàn hay lễ tân khách sạn. Có thể dễ dàng đi bộ tới thăm di tích từ ga tàu Circumvesuviana còn được gọi là Pompei Scavi, trực tiếp tại địa điểm cổ đại. Cũng có các bến đỗ xe gần đó.
Những cuộc khảo cổ tại địa điểm nói chung đã ngừng lại vì lệnh đình hoãn của người quản lý di sản, Giáo sư Pietro Giovanni Guzzo. Ngoài ra, địa điểm nói chung ít có khả năng tiếp cận với du khách, với chưa tới một phần ba trong toàn bộ số ngôi nhà mở cửa vào thập niên 1960 có thể tiếp cận được với du khách ngày nay. Tuy vậy, các khu của thành phố cổ mở cửa cho công chúng rất rộng, và du khách có thể mất nhiều ngày để khám phá toàn bộ địa điểm.

## Trong văn hoá đại chúng
Pompeii đã xuất hiện nhiều trong văn hoá đại chúng ngay từ khi được tái khám phá. Book I của Cambridge Latin Course dạy tiếng Latinh khi kể câu chuyện của một người dân Pompeii, Lucius Caecilius Iucundus, từ thời cai trị của Nero tới thời Vespasian. Cuốn sách kết thúc khi Núi Vesuvius phun trào, Caecilius và gia đình ông thiệt mạng. Các cuốn sách được hâm mộ và đã có các sinh viên tới Pompeii chỉ để tìm kiếm ngôi nhà của Caecilius. Nó là bối cảnh cho bộ phim truyền hình Anh Up Pompeii! và bộ phim của loạt phim này. Pompeii cũng đã được thể hiện trong phần hai của mùa bốn của loạt kịch làm lại của BBC Doctor Who, tên là "The Fires of Pompeii".
Năm 1971, ban nhạc rock Pink Floyd đã ghi bộ phim buổi trình diễn trực tiếp Pink Floyd: Live at Pompeii, với sáu bài hát tại nhà hát bậc La Mã cổ trong thành phố. Khán giả chỉ gồm đội quay phim.
Bài hát "Cities In Dust" của Siouxsie And The Banshees là sự đề cập tới vụ phá huỷ Pompeii.

## Các vấn đề bảo tồn

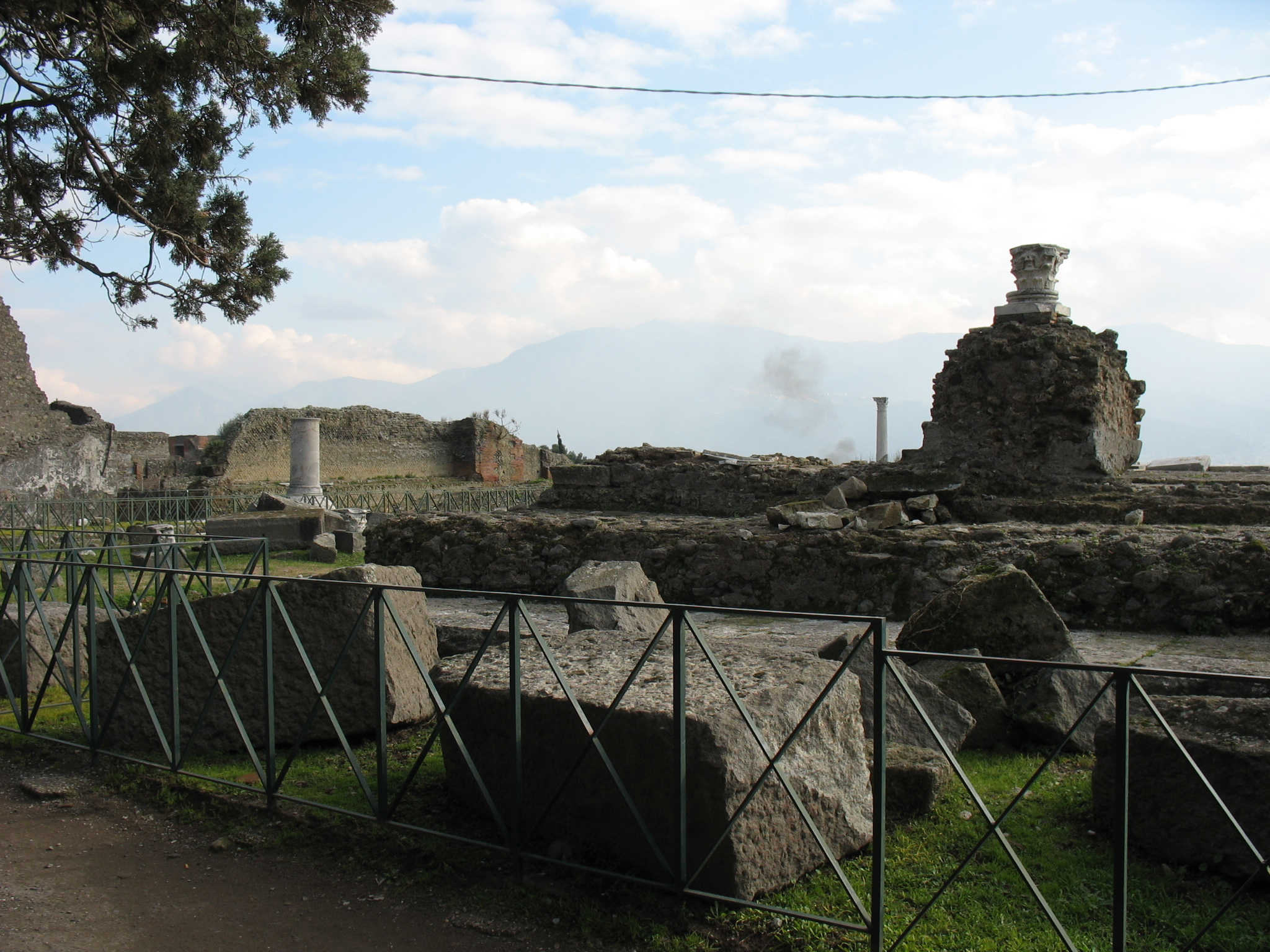
Hàng rào tại đền Vệ nữ để ngăn những kẻ phá hoại cũng như trộm cắp.

Các vật bị chôn vùi bên dưới Pompeii được bảo tồn khá tốt dù đã hai nghìn năm qua. Không khí và hơi ẩm không thể xâm nhập khiến các vật thể ít bị hư hại, và đồng nghĩa rằng, một khi được khai quật lên, địa điểm này là một kho thông tin và bằng chứng cho việc phân tích, cung cấp rất nhiều thông tin về cuộc sống của người dân Pompeii. Không may thay, khi đã được khai quật, Pompeii phải đương đầu với những hư hại cả do tự nhiên và do con người khiến tốc độ hư hỏng của chúng tăng vọt.
Thời tiết, xói mòn, ánh sáng, nước, các biện pháp khai quật không thích hợp và xây dựng lại, các loài cây, thú vật, du lịch, phá hoại và trộm cắp đều làm hư hại địa điểm theo một cách nào đó. Hai phần ba thành phố đã được khai quật, nhưng những tàn tích của thành phố đang nhanh chóng xuống cấp. Lo ngại về vấn đề bảo tồn luôn làm các nhà khảo cổ quan tâm. Ngày nay, nguồn vốn chủ yếu được đầu tư cho bảo tồn địa điểm; tuy nhiên, vì sự mở rộng của Pompeii và tầm mức của các vấn đề, điều này vẫn là không đủ để ngăn cản sự hư hỏng của các đồ vật. Ước tính cần có khoảng 335 triệu USD cho công việc bảo tồn cần thiết ở Pompeii.

## Xem thêm

Karl Brullov, Ngày cuối cùng của Pompeii (1830-33)